# José el Camborio
José el Camborio (Giacciano con Baruchella, Véneto, 1939 - Madrid, 16 de abril de 2009), cuyo nombre de nacimiento era Elvezio Brancaleoni Caballero, fue un bailarín y coreógrafo italiano de madre española, país donde desarrolló la mayor parte de su carrera.
Estudió bajo las órdenes de Pilar López, quien, usando los versos de Federico García Lorca, le definía como "el gitano que sin ser gitano era más gitano que los gitanos". Fue además quien le puso el mote de "El Camborio". Destacó por la coreografía de la obra completa de Franco Zeffirelli, entre las que destacan Carmen e Il trovatore.
Estuvo casado durante más de 40 años con la bailarina Lucía del Real, con quien fundó el Ballet Español de Lucía del Real y el Camborio. Debido a problemas de salud, llevaba un tiempo retirado de los escenarios cuando le sobrevino la muerte, inesperada pese a que estaba recibiendo tratamiento oncológico. Sus cenizas descansan en Giacciano con Baruchella, Italia.